# Flagelloscypha libertiana
Flagelloscypha libertiana är en svampart som först beskrevs av Mordecai Cubitt Cooke, och fick sitt nu gällande namn av Agerer 1979. Flagelloscypha libertiana ingår i släktet Flagelloscypha och familjen Niaceae.   Inga underarter finns listade i Catalogue of Life.